# Estadio 11 de Noviembre
El Estadio 11 de Noviembre (en portugués; Estádio Nacional 11 de Novembro) es un Estadio multiusos ubicado en el municipio de Talatona, en Luanda, Angola. El nombre hace referencia al 11 de noviembre de 1975, fecha de la independencia de Angola de Portugal.
Su capacidad máxima es de 48.500 espectadores, lo que lo convierte en el estadio más grande del país y la sede principal de los partidos amistosos y oficiales de la selección nacional de fútbol de Angola. Además, los principales clubes de Luanda, como el Petro Atlético de Luanda y el Primeiro de Agosto, también albergan allí sus principales partidos de competiciones nacionales y continentales. 

## Historia
El estadio fue construido por Shanghai Urban Construction Group Corporation para la Copa Africana de Naciones de 2010 y tiene capacidad para 48.000 espectadores. El Estádio 11 de Novembro se inauguró el 27 de diciembre de 2009, en presencia del presidente del país José Eduardo dos Santos. Cuenta con un palco presidencial con capacidad para 120 personas, 2.080 palcos VIP, una cabina de prensa con capacidad para 200 personas, 400 plazas para personas con discapacidad y restaurantes. El estadio también cuenta con aparcamiento para 3.000 coches y 80 autobuses.

## Eventos

### Copa Africana de Naciones 2010
El estadio albergó nueve partidos de la Copa Africana de Naciones 2010, incluidos seis partidos de la fase de grupos, un partido de cuartos de final, un partido de semifinales y la final del torneo entre Egipto y Ghana.
| Fecha               | Equipo 1     | Resultado | Equipo 2 | Ronda                 |
| ------------------- | ------------ | --------- | -------- | --------------------- |
| 10 de enero de 2010 | Angola       | 4–4       | Malí     | Primera fase, Grupo A |
| 11 de enero de 2010 | Malawi       | 3–0       | Argelia  | Primera fase, Grupo A |
| 14 de enero de 2010 | Malí         | 0–1       | Argelia  | Primera fase, Grupo A |
| 14 de enero de 2010 | Angola       | 2–0       | Malawi   | Primera fase, Grupo A |
| 18 de enero de 2010 | Angola       | 0–0       | Argelia  | Primera fase, Grupo A |
| 19 de enero de 2010 | Burkina Faso | 0–1       | Ghana    | Primera fase, Grupo B |
| 24 de enero de 2010 | Angola       | 0–1       | Ghana    | Cuartos de final      |
| 28 de enero de 2010 | Ghana        | 1–0       | Nigeria  | Semifinales           |
| 31 de enero de 2010 | Ghana        | 0–1       | Egipto   | Final                 |